# Deborah McGuinness
Deborah Louise McGuinness (nascuda ca. 1960) és una informàtica americana i professora a l'Institut Politècnic Rensselaer, on és catedràtica. Treballa en el camp de la intel·ligència artificial.

## Educació
McGuinness va obtenir una llicenciatura en matemàtiques i informàtica per la Universitat de Duke. Mentre treballava per a Laboratoris Bell, va completar un màster en informàtica a la Universitat de Califòrnia, Berkeley, i un doctorat en informàtica per la Universitat de Rutgers el 1996.

### Honors i premis[calcitació]
- Associació per a l'Advancement of Science Fellow per a contribucions a la web semàntica, representació del coneixement i entorns de raonament, 2014
- Associació per a la intel·ligència artificial Robert Engelmore Memorial Lecture Award pel servei excepcional a la intel·ligència artificial i les contribucions extraordinàries a la IA aplicada, 2013
- Sènior Constellation Chair, Tetherless World, RPI, 2007-pres
- Fellow, Web Science Research Initiative, 2007
- Editor associat fundador, Earth Science Informatics, Springer
- Premi Aplicacions Innovadores de la Intel·ligència Artificial Desplegada Aplicació, 2007 (Virtual Observatory) i 2004 (General Motors Variation Reduction Advisor)

### Publicacions
Llibres
- 2004. The description logic handbook: theory, implementation, and applications. Cambridge University Press.
- 2002. "The Emerging Semantic Web." Isabel Cruz, Stefan Decker, Jerome Euzenat, and Deborah L. McGuinness, editors. IOS Press. (Available from http://www.iospress.nl/site/html/boek-1381825766.html Arxivat 2003-02-10 a Wayback Machine..)
- 2014. "Health Web Science." Joanne S. Luciano, Grant P. Cumming. Eva Kahana, Mark D. Wilkinson, Elizabeth H Brooks, Dominick DiFranzo, Holly Jarman, Deborah L. McGuinness, Margaret Levine, Cathy Pope. Now Publishers Inc. Hanover, MA, USA.

Articles, selecció
- He Zhao, Yixing Wang, Anqi Lin, Bingyin Hu, Rui Yan, James McCusker, Wei Chen, Deborah L. McGuinness, Linda Schadler, L. Catherine Brinson, NanoMine Schema: A Data Representation for Polymer Nanocomposites, APL Materials Vol 6 No. 11 (2018), pp. 111108–111108 https://doi.org/10.1063/1.5046839.
- Troy Vargason, Deborah L. McGuinness, and Juergen Hahn. Gastrointestinal Symptoms and Oral Antibiotic Use in Children with Autism Spectrum Disorder: Retrospective Analysis of a Privately Insured U.S. Population". Journal of Autism and Developmental Disorders. September 2018. DOI: 10.1007/s10803-018-3743-2.
- Vargason, U. Kruger, D.L. McGuinness, J.B. Adams, E. Geis, E. Gehn, D. Coleman, and J. Hahn. Investigating Plasma Amino Acids for Differentiating Individuals with Autism Spectrum Disorder and Typically Developing Peers. Research in Autism Spectrum Disorders, Volume 50, June 2018. pp 60–72. PubMed ID 29682004
- Troy Vargason, Daniel P. Howsmon, Deborah L. McGuinness. and Juergen Hahn. On the Use of Multivariate Methods for Analysis of Data from Biological Networks. Processes July 2017, 5(3), 36; doi:10.3390/pr5030036
- Noy, Natalya F., and Deborah L. McGuinness. "Ontology development 101: A guide to creating your first ontology." (2001).
- McGuinness, Deborah L., and Frank Van Harmelen. "OWL web ontology language overview." W3C recommendation 10.2004-03 (2004): 10.
- Bechhofer, Sean, et al. "OWL web ontology language reference." W3C recommendation 10 (2004): 2006-01.

Publicacions acceptades en conferències
- Oshani Seneviratne, Sabbir Rashid, Shruthi Chari, Jim McCusker, Kristin Bennett, James Hendler and Deborah McGuinness. Knowledge Integration for Disease Characterization: A Breast Cancer Example. In Proceedings of the International Semantic Web Conference, Monterey, CA, 2018.
- James McCusker, Sabbir Rashid, Nkechinyere Agu, Kristin Bennett and Deborah McGuinness. The Whyis Knowledge Graph Framework in Action. In Proceedings of the International Semantic Web Conference, Monterey, CA, 2018.
- Paulo Pinheiro, Henrique Santos, Zhicheng Liang, Yue Liu, Sabbir Rashid, Deborah McGuinness and Marcello Bax. HADatAc: A Framework for Scientific Data Integration using Ontologies. In Proceedings of the International Semantic Web Conference, Monterey, CA, 2018.
- Oshani Seneviratne, Sabbir Rashid, Shruthi Chari, Jim McCusker, Kristin Bennett, James Hendler and Deborah McGuinness. Ontology-enabled Breast Cancer Characterization. In Proceedings of the International Semantic Web Conference, Monterey, CA, 2018.
- Yue Liu, Tongtao Zhang, Zhicheng Liang, Heng Ji, Deborah McGuinness. Seq2RDF: An end-to-end application for deriving Triples from Natural Language Text. In Proceedings of the International Semantic Web Conference, Monterey, CA, 2018.
- Paulo Pinheiro, Marcello Peixoto Bax, Henrique Santos, Sabbir M. Rashid, Zhicheng Liang, Yue Liu, Yarden Ne'eman, James P. McCusker, Deborah L. McGuinness: Annotating Diverse Scientific Data With HAScO. ONTOBRAS 2018: pp. 80–91